# Ashley Lawrence
Ashley Lawrence, född 11 juni 1995 i Toronto, är en kanadensisk fotbollsspelare som spelar för Paris Saint-Germain.
Lawrence blev olympisk bronsmedaljör i fotboll vid sommarspelen 2016 i Rio de Janeiro. Vid olympiska sommarspelen 2020 i Tokyo var Lawrence en del av Kanadas lag som tog guld.